# 대원 농촌발전연구원
대원 농촌발전연구원은 농촌에 대한 체계적이고 세부적인 조사, 분석, 연구하여 농촌 지역 활성화와 공동발전에 기여할 목적으로 2014년 12월 12일 설립 허가된 대한민국 농림축산식품부 소관의 사단법인이다. 사무소는 전라남도 장흥군 관산읍 방촌리 70-2에 있다.

## 대표자
- 안종운